# Cronografía (Miguel Pselo)
La Cronografía (en griego: Χρονογραφία) es una obra del estadista bizantino Miguel Pselo, escrita en griego medieval hacia el año 1078 y dividida en siete volúmenes. En esta obra Pselo narra el liderazgo de los catorce emperadores de su tiempo, a saber:
- 976-1025 Basilio II
- 1025-28 Constantino VIII
- 1028-34 Romano III Argiro
- 1034-41 Miguel IV el Paflagonio
- 1041-42 Miguel V Calafates
- 1042, 1055-56 Teodora
- 1042 Zoe
- 1042-55 Constantino IX Monómaco
- 1056-1057 Miguel VI Estratiota
- 1057-1059 Isaac I Comneno
- 1059-1067 Constantino X Ducas
- 1067 Eudoxia Macrembolita
- 1068-1071 Romano IV Diógenes
- 1067-1078 Miguel VII Ducas

Escribió principalmente sobre los asuntos de la corte bizantina y sobre sus propios hechos.